# 逆轉裁判5
《逆轉裁判5》是一款由卡普空製作并在任天堂3DS平台上发行的法庭戰鬥冒險遊戲。本作是《逆轉裁判》系列的第七作，以及其正统作品的第五作，其劇情緊接《逆轉裁判4》。本作是繼《逆轉裁判3》後系列中首個以成步堂龍一作為主角的遊戲。本作於2013年7月26日在日本發行，並於2013年10月以下载版的形式在欧美及澳洲發行。雖說本作未有推出官方中文版，不过卡普空亚洲宣布於10月底在繁体中文区的任天堂eShop上为香港地区推出本作的英文下載版。
2014年8月7日，卡普空宣布即日起在iOS平台发布本作的移植。iOS版本的《逆轉裁判5》将包括游戏画面的高清化、提供第一章节免费游玩、过场动画提供字幕等新特性；而稍后卡普空北美官方博客也证实iOS版本的《逆轉裁判5》将于未来一段时间内在北美以及欧洲地区发行，并最终于同年8月15日发布。

## 系統

遊戲中心理分析的畫面，玩家需找出与证词矛盾的情感（本例中，证人身处危机时却感受到喜悦）

《逆轉裁判5》的遊戲系統與前作相近，玩家在遊戲中的主要任務都是搜集證據和進行庭審，以證明被告無罪。與前作相同，本作主要分為兩個部分：調查和庭審。在庭審部分，玩家必須盤問證人、提出證據和提出異議。當玩家犯了錯誤時，生命條就會被扣減。當生命條被扣減至零時，遊戲就會結束。在調查環節中，玩家有四個指令選項：對話、指證、調查和移動。
本作完全以3D的形式進行，並允許玩家以不同角度調查物品。本作更允許玩家在3D環境下調查一個地點，例如用不同的視角調查一間房間。
本作除了包含前作出現的「心靈枷鎖」和「看穿」外，還新增了一個新系統：「心理分析」。心理分析允許玩家分析證人在作證供時的情感，比較其證詞內容並指出矛盾。當玩家成功找出矛盾時，玩家可以指出矛盾點並威懾證人以取得更多資訊。本作亦包含一個名為「思維路線」的系統，其模式與《逆轉檢事》中的「邏輯」相近。思維路線允許玩家在庭審中回顧審判中的重要事實，整合它們並得出新的結論。本作更允許玩家檢查角色間過去的對白。

## 劇情

### 背景设定
本作的主角為成步堂龍一，但《逆轉裁判4》的主角王泥喜法介仍然是一個可玩角色。在《逆轉裁判4》的故事結束後一年，成步堂重新獲得律師執照，並因此重回律師行業。重新成為律師後，成步堂邀請了在國外結識，攻讀分析心理学的新人律師希月心音成為了成步堂萬能事務所的一份子。此时的法律界因《逆轉裁判4》中成步堂的伪证事件和检察官夕神迅的杀人事件而进入了“法律的黑暗时代”，控方和辩护方均为了胜利而不择手段。御劍怜侍此时已经升任检察局长，并联系成步堂希望协助终结“法律的黑暗时代”。
本作以第四法庭爆炸事件作為開始。心音的摯友忍成為了爆炸事件的被告，但原本的辯護律師王泥喜卻因為被爆炸重創而無法出庭。因此，成步堂代替王泥喜成為了辯護律師。在第二單案件起，成步堂便要面對被稱為「歪曲檢察官」的夕神迅。夕神迅因殺人罪而入獄，但卻繼續擔任檢察官一職。他亦擅長利用心理學。而其他登場角色則包括御劍怜侍、成步堂美貫、綾里春美和牙琉響也。

### 故事大纲
游戏发生在《逆轉裁判4》的故事結束後一年，此时法律界正处于“法律的黑暗时代”中。王泥喜法介获邀前往一个村庄参加聚会，并结识了由成步堂龙一介绍加入事务所的新人律师希月心音。村庄内发生了杀人案件，当地的市长被捕，王泥喜为他辩护（游戏内第二单案件）。王泥喜结识了刑警番轰三并与服刑中的检察官夕神迅在法庭中对决，最终抓获了真凶。不久，事务所的三人受邀参加法律学园的活动，但途中发生杀人案件，心音的青梅竹马森澄忍被捕（游戏内第三单案件）。心音最终找出了案件的真凶。
在游戏的第四章中，航天中心发生爆炸事故，宇航员葵大地被害，与他同伴的宇航员星成太阳被捕。葵大地是王泥喜的挚友，王泥喜也为被告辩护。在案件审理途中法庭发生爆炸案，王泥喜受伤，并发现有人遇害，森澄忍再次被捕（游戏第一单案件）。心音在为森澄忍辩护的中途精神崩溃，已经重新取得执照的成步堂替代心音继续辩护并抓获了杀人凶手，但随后王泥喜离开事务所。成步堂替代王泥喜继续为星成太阳辩护，虽未能找到真凶却仍然赢得了无罪判决。然而，随后刑警番轰三提交的证据使得心音成为嫌疑人，心音也因此被捕。
在第五章中，成步堂为心音辩护。成步堂在调查中得知心音曾于航天中心内生活，其母亲在航天中心内工作。心音的母亲在七年前发生的UR-1号飞船爆炸事件中被杀，夕神迅坚信事件由间谍“亡灵”引起，但为保护心音而自愿承认杀人指控并入狱。夕神迅的姐姐夕神辉夜在航天中心绑架了包括成步堂美贯在内的数人，并叫来已经升任检察局长的御劍怜侍要求重新调查审理UR-1案件。在审理中，成步堂成功证明了夕神迅的清白，也说服王泥喜打消对心音的怀疑，并发觉“亡灵”的真身就是刑警番轰三，“亡灵”于游戏开始前就已杀害真正的番轰三，并一直顶替其身份。事务所的三人合力证明了“亡灵”引发UR-1号、航天中心和法庭三起爆炸案，杀害心音之母希月真理教授、葵大地，番轰三及其间谍罪名；为心音和夕神迅赢得了无罪判决，结束了“法律的黑暗时代”。
游戏在发售后又追加了一个附加案件，该案件是成步堂重新獲得律師執照后的首单案件。在该案件中，水族馆发生杀人案件，水族馆的杀人鲸被捕，成步堂要为牠辩护。成步堂最终证明了杀人鲸的清白。

## 開發
於《逆轉裁判4》發佈後的2007年5月，卡普空正式宣布他們正在開發本作。但於2008年，因為《逆轉檢事》的發佈，所以卡普空停止了關於《逆轉裁判5》的宣傳。後來，卡普空又進行了關於《雷頓教授VS逆轉裁判》的宣傳，所以卡普空沒有再次提及本作。
於2012年1月，卡普空在逆轉裁判十周年慶典結束時展示了本作的標誌。同年9月，《Fami通》揭示本作的平台為任天堂3DS。本作的展示版本亦出現於2012年東京電玩展上。本作是系列中首個完全以3D形式進行的遊戲（不包括《雷頓教授VS逆轉裁判》）。逆轉裁判系的創作人巧舟因為正在參與《雷頓教授VS逆轉裁判》的開發工作，所以較少參與本作的開發工作。製作人江城元秀指出製作一個3D的逆轉裁判遊戲需要很多技術，例如設計不同角色的3D模型。本作的動畫由動畫製作公司BONES製作。
卡普空亦宣佈本作將會在北美及歐洲發佈。本作於2013年秋季以僅下載版的形式在歐美發行。本作是系列中首個獲娛樂軟件分級委員會評級為「成熟級」的遊戲（系列所有其他遊戲皆獲評級為青少年級）。本作並不會使用前作的語音片段，全因任天堂3DS的聲音設備支持更高品質的聲音。為此，卡普空聘請了專業配音演員錄製語音片段，而部份配角則仍然由卡普空職員配音。

## 發佈
本作於2013年7月25日在日本發佈，並將於2013年秋季在歐美發佈。本作的歐美版本僅能於任天堂網上商店上下載。卡普空美國高級副總裁克里斯汀·斯文森指出這是因為零售方面的問題所致。製作團隊則指出這是因為他們不想延遲在歐美發佈此遊戲。兩單附加案件亦供下載。
於2013年8月15日前，日本玩家能免費下載成步堂龍一、希月心音和王泥喜法介的各種服飾。卡普空亦於日本發佈了本作的限量版，該限量版包含一個成步堂龍一塑像、一個逆轉裁判任天堂3DS收藏袋、以及一些逆轉裁判貼紙。

## 評價
| 汇总媒体   | 得分                    |
| ---------- | ----------------------- |
| Metacritic | 3DS：81/100 iOS：85/100 |

| 媒体          | 得分   |
| ------------- | ------ |
| Destructoid   | 9.5/10 |
| Game Informer | 8/10   |
| GamesRadar+   | 4/5    |
| IGN           | 7.2/10 |
| Fami通        | 37/40  |
| TouchArcade   | iOS：  |

在《逆转裁判5》发售之前的2012年东京电玩展上，电脑娱乐供应商协会（CESA）为本作颁发了“未来游戏大奖”
在游戏发售后，評論家對本作的評價相當好。其中的《Fami通》給予本作37/40的高分。
本作的銷售情況良好。在發佈後一個星期裡，本作已於日本售出了逾250,000套。截至2013年8月10日，本作已於日本售出了逾310,000套。